# Норт-Міддлтаун (Нью-Джерсі)
Норт-Міддлтаун (англ. North Middletown) — переписна місцевість (CDP) в США, в окрузі Монмаут штату Нью-Джерсі. Населення — 3146 осіб (2020).

## Географія
Норт-Міддлтаун розташований за координатами 40°26′20″ пн. ш. 74°7′7″ зх. д. / 40.43889° пн. ш. 74.11861° зх. д. (40.438991, -74.118523).  За даними Бюро перепису населення США в 2010 році переписна місцевість мала площу 1,12 км², уся площа — суходіл.

## Демографія
Згідно з переписом 2010 року, у переписній місцевості мешкало 3295 осіб у 1142 домогосподарствах у складі 859 родин. Густота населення становила 2932 особи/км².  Було 1203 помешкання (1070/км²).
Расовий склад населення:
| - 90,8 % — білих - 2,6 % — азіатів - 1,8 % — чорних або афроамериканців - 0,2 % — корінних американців - 2,0 % — осіб інших рас |

До двох чи більше рас належало 2,5 %. Частка іспаномовних становила 9,6 % від усіх жителів.
За віковим діапазоном населення розподілялося таким чином: 23,9 % — особи молодші 18 років, 69,0 % — особи у віці 18—64 років, 7,1 % — особи у віці 65 років та старші. Медіана віку мешканця становила 34,8 року. На 100 осіб жіночої статі у переписній місцевості припадало 95,5 чоловіків;  на 100 жінок у віці від 18 років та старших — 92,4 чоловіків також старших 18 років.
Середній дохід на одне домашнє господарство  становив 87 787 доларів США (медіана — 81 691), а середній дохід на одну сім'ю — 98 296 доларів (медіана — 85 962). Медіана доходів становила 73 378 доларів для чоловіків та 39 948 доларів для жінок. За межею бідності перебувало 8,8 % осіб, у тому числі 14,1 % дітей у віці до 18 років та 0,0 % осіб у віці 65 років та старших.
Цивільне працевлаштоване населення становило 1668 осіб. Основні галузі зайнятості: освіта, охорона здоров'я та соціальна допомога — 26,1 %, роздрібна торгівля — 19,6 %, будівництво — 11,0 %, науковці, спеціалісти, менеджери — 9,0 %.